# Paral·lel 53° nord
El paral·lel 53° nord és una línia de latitud que es troba a 53 graus nord de la línia equatorial terrestre. Travessa Europa, Àsia, l'Oceà Pacífic, Amèrica del Nord l'oceà Atlàntic.

## Geografia
En el sistema geodèsic WGS84, al nivell de 53° de latitud nord, un grau de longitud equival a 67,137 km; la longitud total del paral·lel és de 24.169 km, que és aproximadament 60,3% de la de l'equador, del que es troba a 5.875 km i a 4.127 km del pol Nord
Com tots els altres paral·lels a part de l'equador, el paral·lel 53° nord no és un cercle màxim i no és la distància més curta entre dos punts, fins i tot si es troben al mateix latitud. Per exemple, seguint el paral·lel, la distància recorreguda entre dos punts de longitud oposada és 12.085 km; després d'un cercle màxim (que passa pel Pol Nord), només és 8.254 km.

## Durada del dia
En aquesta latitud, el sol és visible durant 16 hores i 56 minuts a l'estiu, i 7 hores i 34 minuts en solstici d'hivern.

## Arreu del món
Començant al meridià de Greenwich (just a l'oest de Boston a Lincolnshire, Anglaterra) i dirigint-se cap a l'est, el paral·lel 53º passa per:
| Coordenades                               | País, territori o mar        | Notes |
| ----------------------------------------- | ---------------------------- | --- |
| 53° 0′ N, 0° 0′ E / 53.000°N,0.000°E      | Regne Unit                   | Anglaterra |
| 53° 0′ N, 0° 8′ E / 53.000°N,0.133°E      | Mar del Nord                 | |
| 53° 0′ N, 4° 43′ E / 53.000°N,4.717°E     | Països Baixos                | Illa de Texel (província d'Holanda del Nord) |
| 53° 0′ N, 4° 47′ E / 53.000°N,4.783°E     | Mar de Wadden                | |
| 53° 0′ N, 5° 24′ E / 53.000°N,5.400°E     | Països Baixos                | Província de Frísia, Drenthe i Groningen |
| 53° 0′ N, 7° 13′ E / 53.000°N,7.217°E     | Alemanya                     | |
| 53° 0′ N, 14° 15′ E / 53.000°N,14.250°E   | Polònia                      | |
| 53° 0′ N, 23° 56′ E / 53.000°N,23.933°E   | Belarús                      | |
| 53° 0′ N, 31° 19′ E / 53.000°N,31.317°E   | Rússia                       | |
| 53° 0′ N, 61° 9′ E / 53.000°N,61.150°E    | Kazakhstan                   | Per uns 10 km |
| 53° 0′ N, 61° 18′ E / 53.000°N,61.300°E   | Rússia                       | Per uns 7 km |
| 53° 0′ N, 61° 24′ E / 53.000°N,61.400°E   | Kazakhstan                   | Per uns 12 km |
| 53° 0′ N, 61° 35′ E / 53.000°N,61.583°E   | Rússia                       | Per uns 18 km |
| 53° 0′ N, 61° 51′ E / 53.000°N,61.850°E   | Kazakhstan                   | Per uns 4 km |
| 53° 0′ N, 61° 54′ E / 53.000°N,61.900°E   | Rússia                       | Per uns 15 km |
| 53° 0′ N, 62° 7′ E / 53.000°N,62.117°E    | Kazakhstan                   | |
| 53° 0′ N, 78° 12′ E / 53.000°N,78.200°E   | Rússia                       | Passa a través del llac Baikal |
| 53° 0′ N, 120° 26′ E / 53.000°N,120.433°E | República Popular de la Xina | Mongòlia Interior Heilongjiang |
| 53° 0′ N, 125° 41′ E / 53.000°N,125.683°E | Rússia                       | |
| 53° 0′ N, 141° 11′ E / 53.000°N,141.183°E | Estret de Tartària           | |
| 53° 0′ N, 141° 54′ E / 53.000°N,141.900°E | Rússia                       | Illa de Sakhalín |
| 53° 0′ N, 143° 17′ E / 53.000°N,143.283°E | Mar d'Okhotsk                | |
| 53° 0′ N, 156° 7′ E / 53.000°N,156.117°E  | Rússia                       | Kamtxatka |
| 53° 0′ N, 158° 53′ E / 53.000°N,158.883°E | Oceà Pacífic                 | |
| 53° 0′ N, 172° 45′ E / 53.000°N,172.750°E | Estats Units                 | Alaska – Illa Attu |
| 53° 0′ N, 172° 48′ E / 53.000°N,172.800°E | Mar de Bering                | |
| 53° 0′ N, 169° 45′ O / 53.000°N,169.750°O | Estats Units                 | Alaska – Illa Kagamil |
| 53° 0′ N, 169° 40′ O / 53.000°N,169.667°O | Mar de Bering                | |
| 53° 0′ N, 168° 55′ O / 53.000°N,168.917°O | Estats Units                 | Alaska - Umnak, Alaska |
| 53° 0′ N, 168° 37′ O / 53.000°N,168.617°O | Oceà Pacífic                 | Golf d'Alaska |
| 53° 0′ N, 132° 23′ O / 53.000°N,132.383°O | Canadà                       | Colúmbia Britànica - Hibben, Moresby i Louise |
| 53° 0′ N, 131° 41′ O / 53.000°N,131.683°O | Estret d'Hecate              | |
| 53° 0′ N, 129° 41′ O / 53.000°N,129.683°O | Canadà                       | Colúmbia Britànica - Estevan Group, illa Campania, illa Princess Royal i el continent Alberta Saskatchewan Manitoba - Passa a través de llac Winnipegosis i llac Winnipeg Ontario Nunavut – illa Akimiski |
| 53° 0′ N, 80° 50′ O / 53.000°N,80.833°O   | Badia de James               | |
| 53° 0′ N, 78° 58′ O / 53.000°N,78.967°O   | Canadà                       | Quebec Terranova i Labrador Quebec - Per uns 10 km Terranova i Labrador |
| 53° 0′ N, 55° 46′ O / 53.000°N,55.767°O   | Oceà Atlàntic                | |
| 53° 0′ N, 9° 25′ O / 53.000°N,9.417°O     | Irlanda                      | comtat de Clare comtat de Galway Lough Derg comtat de Tipperary comtat d'Offaly comtat de Laois comtat de Kildare (inclosa Athy a 53° 00′ 00″ N, 6° 59′ 17″ O / 53.00000°N,6.98806°O) comtat de Wicklow   |
| 53° 0′ N, 6° 3′ O / 53.000°N,6.050°O      | Mar d'Irlanda                | |
| 53° 0′ N, 4° 26′ O / 53.000°N,4.433°O     | Regne Unit                   | Gal·les Anglaterra - Passa a través de Stoke-on-Trent |